# Liste der Kulturgüter in Genthod
Die Liste der Kulturgüter in Genthod enthält alle Objekte in der Schweizer Gemeinde Genthod im Kanton Genf, die gemäss der Haager Konvention zum Schutz von Kulturgut bei bewaffneten Konflikten, dem Bundesgesetz vom 20. Juni 2014 über den Schutz der Kulturgüter bei bewaffneten Konflikten sowie der Verordnung vom 29. Oktober 2014 über den Schutz der Kulturgüter bei bewaffneten Konflikten unter Schutz stehen.
Objekte der Kategorien A und B sind vollständig in der Liste enthalten, Objekte der Kategorie C fehlen zurzeit (Stand: 1. Januar 2023).

## Kulturgüter
| Foto |                                                                     | Objekt                                                                    | Kat. | Typ | Standort                                     | Beschreibung |
| ---- | ------------------------------------------------------------------- | ------------------------------------------------------------------------- | ---- | --- | -------------------------------------------- | ------------ |
| ja   | Datei hochladen · Wikidata zu Campagne Bonnet (Q29479588)           | Landgut Bonnet / Campagne Bonnet KGS-Nr.: 02579                           | A    | G   | Rue du Village 18 501237 / 124435            |              |
| ja   | Datei hochladen · Wikidata zu Landgut Creux-de-Genthod (Q29479592)  | Landgut Creux-de-Genthod / Campagne du Creux-de-Genthod KGS-Nr.: 02580    | A    | G   | Route du Creux-de-Genthod 19 501703 / 124495 |              |
| ja   | Datei hochladen · Wikidata zu Landgut Grand-Malagny (Q29479595)     | Landgut Grand-Malagny / Campagne du Grand-Malagny KGS-Nr.: 02581          | A    | G   | Route de Malagny 48–50 501587 / 125217       |              |
| ja   | Datei hochladen · Wikidata zu Landgut Grands-Châtillons (Q29701495) | Landgut Grands-Châtillons / Campagne des Grands-Châtillons KGS-Nr.: 02583 | B    | G   | Route de Malagny 12 501284 / 124726          |              |
| BW   | Datei hochladen · Wikidata zu Landgut Petit-Malagny (Q29701518)     | Landgut Petit-Malagny / Campagne du Petit-Malagny KGS-Nr.: 02584          | B    | G   | Route de Malagny 36 501406 / 125034          |              |
| ja   | Datei hochladen · Wikidata zu Landgut La Gandole (Q29701541)        | Landgut La Gandole / Campagne La Gandole KGS-Nr.: 02585                   | B    | G   | Rue du Village 1–5a 501027 / 124126          |              |
| ja   | Datei hochladen · Wikidata zu Landgut Le Saugy (Q29701565)          | Landgut Le Saugy / Campagne Le Saugy KGS-Nr.: 02586                       | B    | G   | Rue du Village 2–4 501132 / 124259           |              |
| ja   | Datei hochladen · Wikidata zu Landgut Marignac (Q29701589)          | Landgut Marignac / Campagne Marignac KGS-Nr.: 02587                       | B    | G   | Chemin des Rousses 11–21 500936 / 123984     |              |
| ja   | Datei hochladen · Wikidata zu Schloss (Rathaus) (Q29701612)         | Schloss (Gemeindehaus) / Château (mairie) KGS-Nr.: 02588                  | B    | G   | Rue du Village 35–37 501203 / 124490         |              |
| ja   | Datei hochladen · Wikidata zu Pfarrhaus (Q29701631)                 | Pfarrhaus / Presbytère KGS-Nr.: 02589                                     | B    | G   | Rue du Village 9 501119 / 124342             |              |